# Konstytucja (I Rzeczpospolita)
Konstytucja, konstytucja sejmowa – akt prawny (uchwała lub ustawa) ustanowiona przez Sejm walny I Rzeczypospolitej.
Konstytucje były od XVI w. podstawową formą prawa stanowionego. Wcześniejszą formą aktów prawnych, sprzed powstania Sejmu walnego, były statuty (pisane przy łacinie, nadawane przez króla przy radzie senatorów). Także po powstaniu Sejmu, król zachował dużą część swoich kompetencji prawodawczych i wydawał takie akty prawne jak przywileje, edykty, ordynacje, uniwersały. Konstytucje wydawane były przez Sejm walny. Aktami prawnymi wydawanymi przez sejmiki ziemskie i czasem przez sejmiki generalne były lauda.
Konstytucje stanowione były przez Izbę Poselską. Następnie marszałek Sejmu czytał je w Senacie w obecności króla i ogłaszał w jego imieniu. Od 1543 pisano je w języku polskim. 
Wyróżniano konstytucje czasowe (contitutiones temporales) i wieczyste (constitutiones perpetuae). Większość stanowionego przez Sejm prawa to były konstytucje czasowe, obowiązujące przez pewien czas (np. kilka lat). Dotyczyły one bieżących spraw wymagających regulacji i administracji. Konstytucje wieczyste obowiązywały bez ram czasowych.
Forma publikacji konstytucji ustaliła się po 1576. Zaczęto je wtedy drukować i rozsyłać do wszystkich ziem. W sądach konstytucje oblatowano (wpisywano ich tekst do ksiąg relacji) i publikowano.
Pod koniec XVI w. zaczęto ujmować całość uchwał danego sejmu jako całość (wpisywano wiele uchwał do jednej konstytucji danego sejmu). Stąd, wraz z ukształtowaniem się instytucji liberum veto, zerwanie Sejmu oznaczało unieważnienie wszystkich uchwalonych na nim konstytucji. Od drugiej połowy XVII w. zaczął się w I Rzeczypospolitej zastój legislacyjny. Konstytucje stały się coraz rzadsze i dotyczyły często spraw drobnych czy lokalnych. Sposobem na ominięcie tego problemu było zwoływanie sejmów skonfederowanych, gdzie konstytucje przyjmowano większością głosów, bez możliwości zerwania obrad. 
W 1616 wydano zbiór konstytucji w drukarni Piotrkowczyka w Krakowie. Od 1732 Stanisław Konarski zaczął wydawać zbiory konstytucji w Volumina Legum(dzieło nieukończone, wydano 8 tomów). Był to zbiór prywatny, a nie oficjalna publikacja. W drugiej połowie XIX w. Jozafat Ohryzko dokonał reedycji tych tomów i wydał kolejne dwa tomy konstytucji I Rzeczypospolitej. 
Konstytucja 3 maja była uchwalona w trybie konstytucji sejmowych, jednocześnie będąc pierwszą na kontynencie europejskim konstytucją we współczesnym sensie: najważniejszym aktem prawnym, który całościowo określał formę władzy publicznej i relacje między władzą a obywatelami.  Aby odróżnić ją od innych konstytucji sejmowych nazwano ją "ustawą rządową".